# Dragoslava Gerić
Dragoslava Gerić (in serbo Драгослава Герић?; Belgrado, 4 agosto 1947 – Belgrado, 21 marzo 2011) è stata una cestista jugoslava.

## Carriera
Con la Jugoslavia ha disputato i Campionati mondiali del 1967.